# غراهام لوي
غراهام لوي (بالإنجليزية: Graham Lowe)‏ هو لاعب دوري الرغبي نيوزيلندي، ولد في 2 أكتوبر 1946 في نيوزيلندا.